# Obie Trice
Obie Trice lll (Detroit, Míchigan, Estados Unidos; 14 de noviembre de 1977) es un rapero estadounidense. En 2002 firmó contrato con la discográfica Shady Records, donde lanzó los álbumes Cheers (2003) y Second Round's on Me (2006). Trice fundó su propio sello discográfico, Black Market Entertainment, al dejar Shady. No usa un nombre artístico como la mayoría de los raperos, sino que usa su nombre de nacimiento.

## Carrera musical
Obie empezó a rapear a los 11 años, obteniendo posteriormente un buen número de éxitos en la escena underground como "Respect", "My Club", "Dope Jobs Homeless" y "The Well Known Asshole", antes de ser firmado por Shady Records en 2000.
Obie y Bizarre (miembro de D12) ya se conocían, y este se lo presentó a otra leyenda del rap en Detroit, Eminem, que lo fichó instantes después. La primera aparición de Obie Trice en el sello fue en una skit del álbum de D12 Devil's Night. Pero donde de verdad empezó a llegar y a darse a conocer entre el público fue con el exitoso sencillo de Eminem "Without Me" (The Eminem Show), donde Obie abre el tema con un verso: "Obie Trice, real name no gimmicks" ("Obie Trice, nombre real, ningún nombre artístico). También apareció en el videoclip de la canción. Colabora, además, en la serie de mixtapes de DJ Green Lantern Invasion, patrocinados por Shady Records, logrando más reconocimiento entre el público.
Trice también tuvo un pequeño papel en la película de Eminem, 8 Millas. Obie estuvo envuelto en el pique entre Eminem y Benzino, después de que este le dedicara una línea en una diss dirigida a Eminem y Shady Records. La respuesta de Obie llegó en  "Welcome to Detroit City" (tiene el mismo ritmo que el tema de Cam'ron "Welcome to New York City") del primer mixtape de Invasion mixtape. También trabajó junto a sus compañeros de sello en el 'beef' entre Ja Rule-50 Cent pero nunca recibió respuesta directa de Rule.
El 23 de septiembre de 2003, debutó con Cheers, siendo bien recibido en varios países (vendió 1.2 millones de copias en todo el mundo), y cuyo primer sencillo fue "Got Some Teeth". A este le siguieron "Don't Come Down" y "The Set Up". El álbum consiste de 17 temas con producciones de Eminem, Dr. Dre, Timbaland, Mike Elizondo, Emile, Fredwreck y Denaun Porter. Entre los artistas que colaboran en Cheers cabe destacar al propio Eminem, Busta Rhymes, Dr. Dre, Nate Dogg y D12. Llegó a ser álbum de platino. Sus influencias musicales van de Big Daddy Kane hasta Rakim pasando por Biz Markie o Redman. En este disco, Obie refleja su vida en las calles de Detroit, los problemas con su madre, las relaciones que tuvo con mujeres y lo conmovedor que resulta volver a recordarlo. A pesar de tener éxito a nivel comercial, es un tipo natural y sencillo, que no se ha olvidado ni de su pasado ni de sus amigos.
En 2005 comenzó a trabajar para la realización del segundo álbum, titulado 2nd Rounds On Me, que saldrá a la luz en verano de 2006. Aunque el disco será publicado por Shady Records, actuarán fundamentalmente raperos locales de Detroit, con una reducida presencia de artistas de Shady/Aftermath.
En la Nochevieja de 2005, Obie Trice fue disparado mientras conducía por la Avenida Wyoming en Detroit. Una de las balas alcanzó el cráneo del rapero.
En 2008 Obie Trice confirmó su salida de Shady Records por problemas con Interscope Records. Actualmente está en su propia firma Black Market Ent.

## Discografía

### Discos de estudio
- 2003: Cheers U.S. #5 (Platino)
- 2006: 2nd Round's On Me
- 2012: Bottom's Up
- 2015: The Hangover

### Mixtapes
- 2003: The Bar Is Open (With DJ Green Lantern)
- 2006: Bar Shots (Hosted by Dj Whoo Kid)
- 2007: The Most Under Rated (Hosted by DJ Whoo Kid)
- 2012: Watch The Chrome (Hosted by DJ Whoo Kid))
- 2014: The Hangover

### Sencillos
| Año  | Título                                           | Posiciones en la lista | Posiciones en la lista | Posiciones en la lista | Álbum                |
| Año  | Título                                           | US Hot 100             | US R&B/Hip-Hop         | US Rap                 | Álbum                |
| ---- | ------------------------------------------------ | ---------------------- | ---------------------- | ---------------------- | -------------------- |
| 2002 | "Rap Name"                                       |                        |                        |                        | 8 Mile               |
| 2003 | "Got Some Teeth"                                 |                        |                        |                        | Cheers               |
| 2004 | "Shit Hits The Fan" (Featuring Eminem & Dr. Dre) |                        |                        |                        | Cheers               |
| 2004 | "The Set Up"                                     |                        |                        |                        | Cheers               |
| 2004 | "Don't Come Down"                                |                        |                        |                        | Cheers               |
| 2005 | "Wanna Know"                                     |                        |                        |                        | Second Round's on Me |
| 2006 | "Snitch" (Featuring Akon)                        | #1                     | #4                     | #2                     | Second Round's on Me |
| 2006 | "Cry Now"                                        |                        |                        |                        | Second Round's on Me |
| 2006 | "Jamaican Girl" (Featuring Brick & Lace)         |                        |                        |                        | Second Round's on Me |

## Colaboraciones
- "Just Another Day" Obie Trice & Styles P.
- "Doe Rae Me" D12 & Obie Trice.
- "Love Me" Eminem, 50 Cent & Obie Trice.
- "Drips" Eminem & Obie Trice.
- "Spend Some Time" Eminem, 50 Cent, Stat Quo & Obie Trice.
- "Adrenaline Rush" Obie Trice.
- "Loyalty" D12 & Obie Trice.
- "The Way We Came Up" Obie Trice, 50 Cent & Stat Quo.
- "Doctor Doctor" Bizarre & Obie Trice.
- "72nd & Central" Proof, J-Hill & Obie Trice.
- "Stay Bout It" Obie Trice & Stat Quo.
- "Growing Up in the Hood" The Game & Obie Trice.
- "Hennessey" 2Pac & Obie Trice.
- "Drama Setter" Tony Yayo, Eminem, & Obie Trice.
- "War" Trick Trick & Obie Trice.
- "Hustler" 50 Cent & Obie Trice.
- "Show Me Love" Carl Thomas.
- "Get That Money" 50 Cent, Obie Trice, & Lloyd Banks.
- "Get That Money (remix)" 50 Cent, Obie Trice, Lloyd Banks, & Krondon.
- "Situations" King Gordy & Obie Trice.
- "Go to Sleep" Eminem, Obie Trice, & DMX.
- "I'm Gone" Eminem, Obie Trice, & DJ KaySlay.
- "Look at Me Now (remix)" Akon & Obie Trice.
- "Fire" Ray Ray & Obie Trice.
- "Whatz Happening" 40 Glocc, Obie Trice & Livio.
- "They Wanna Kill Me" Obie Trice & Morgan Eastwood.
- "It Has Been Said" The Notorious B.I.G., P.Diddy, Eminem & Obie Trice.
- "Get Off the Porch" Obie Trice feat. 50 Cent & Eminem.
- "Fuck Cam'Ron" Kid Murda feat. Obie Trice.
- "Reppin the D" Obie Trice feat. Kid Murda & Big Herk.
- "Strictly Business" Lil Skeeter feat. Obie Trice
- "Drugz" Bizarre feat. Obie Trice.
- "The Giant" Obie Trice.
- "Hitt'em Up Quick" Young De & Cashis.
- "No Ven" Lenwa Dura feat. Obie Trice, Johnny Mendoza, DJ See All